# Design Museum Holon
Design Museum di Holon è il primo museo in Israele dedicata al design. L'edificio, progettato da Ron Arad, è stato inaugurato il 3 marzo 2010.  Il museo si trova nella parte est della nuova area culturale di Holon, vicino alla facoltà di design dell'Holon Institute of Technology.

## Galleria d'immagini

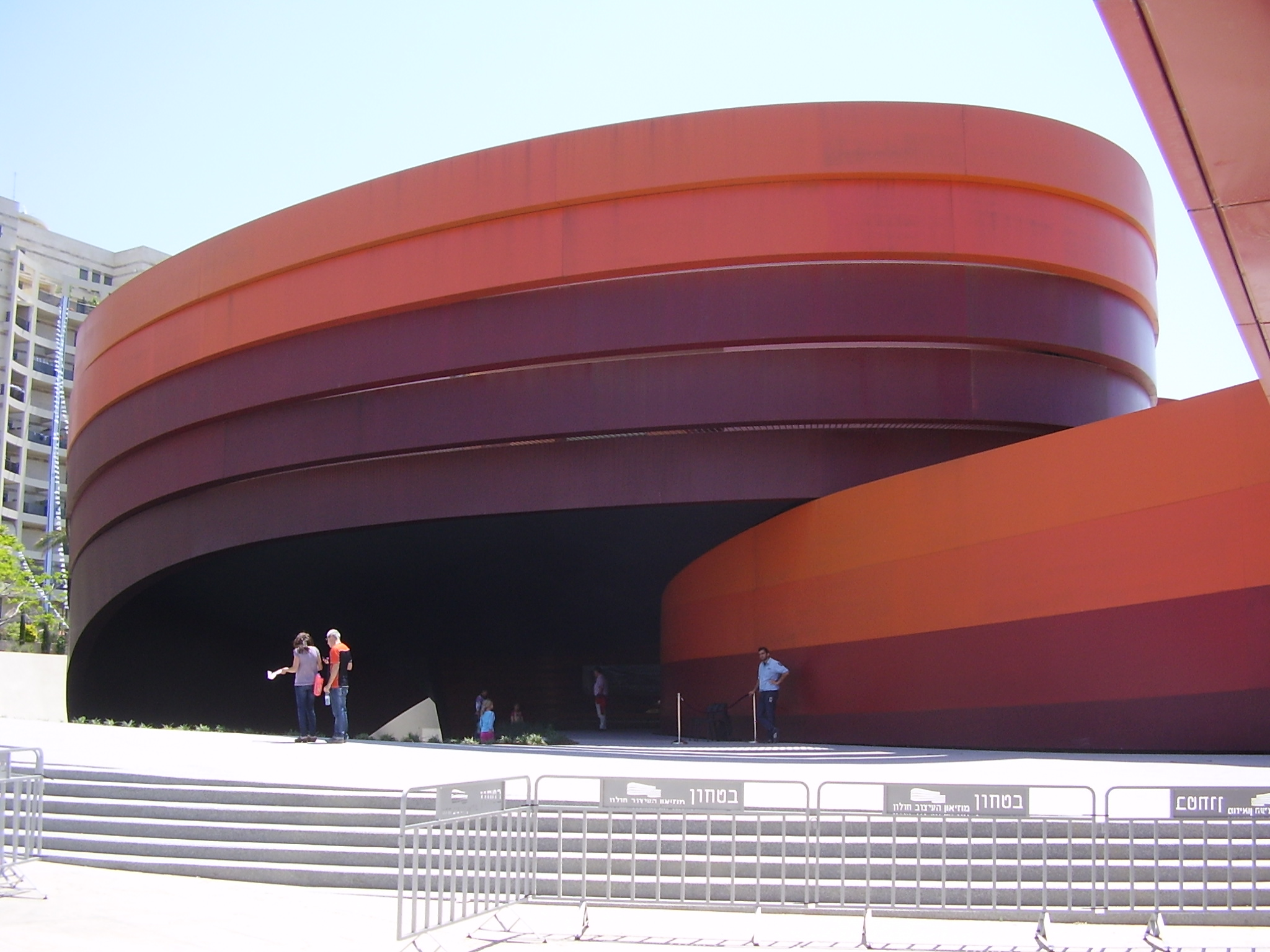
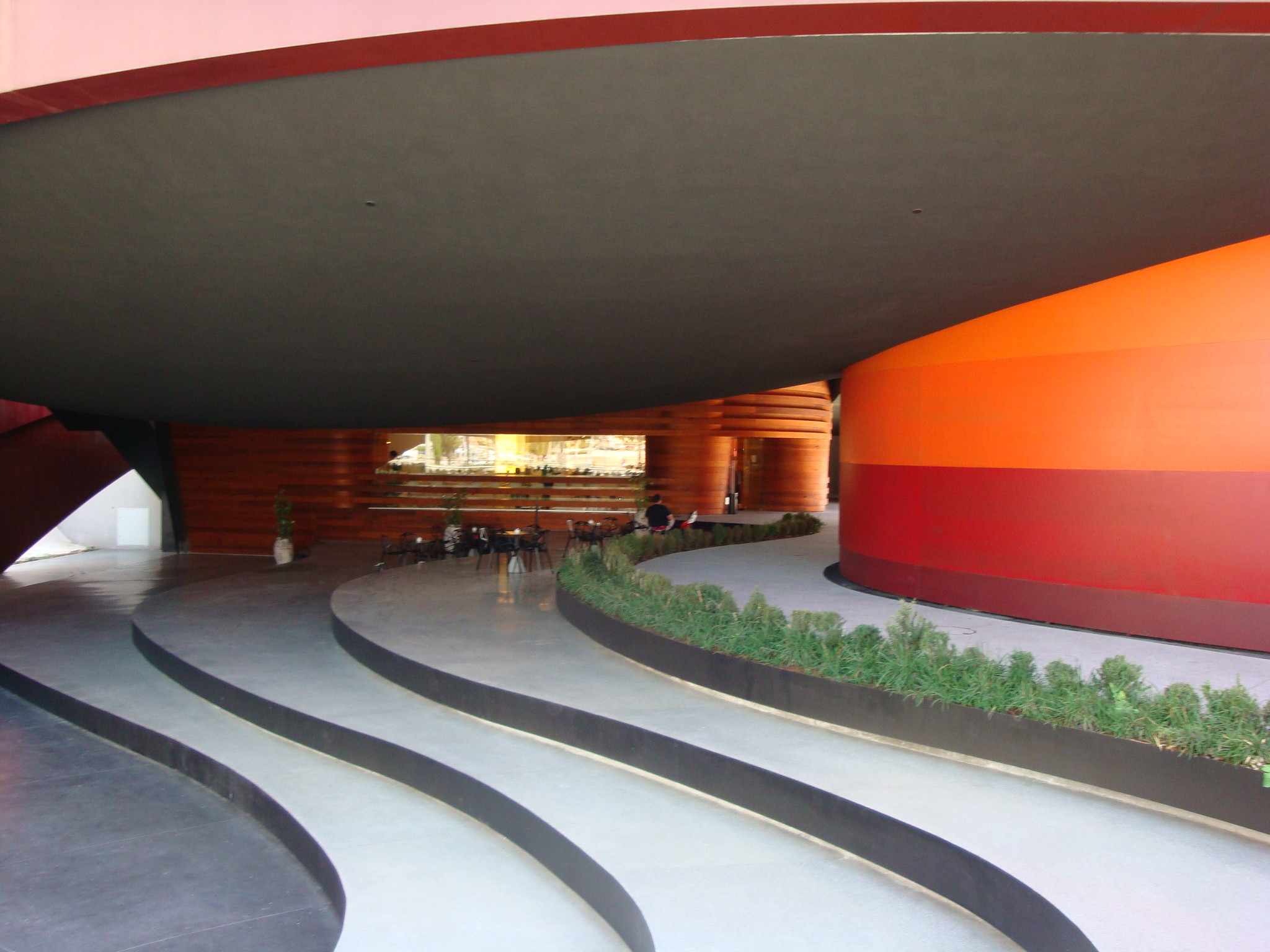
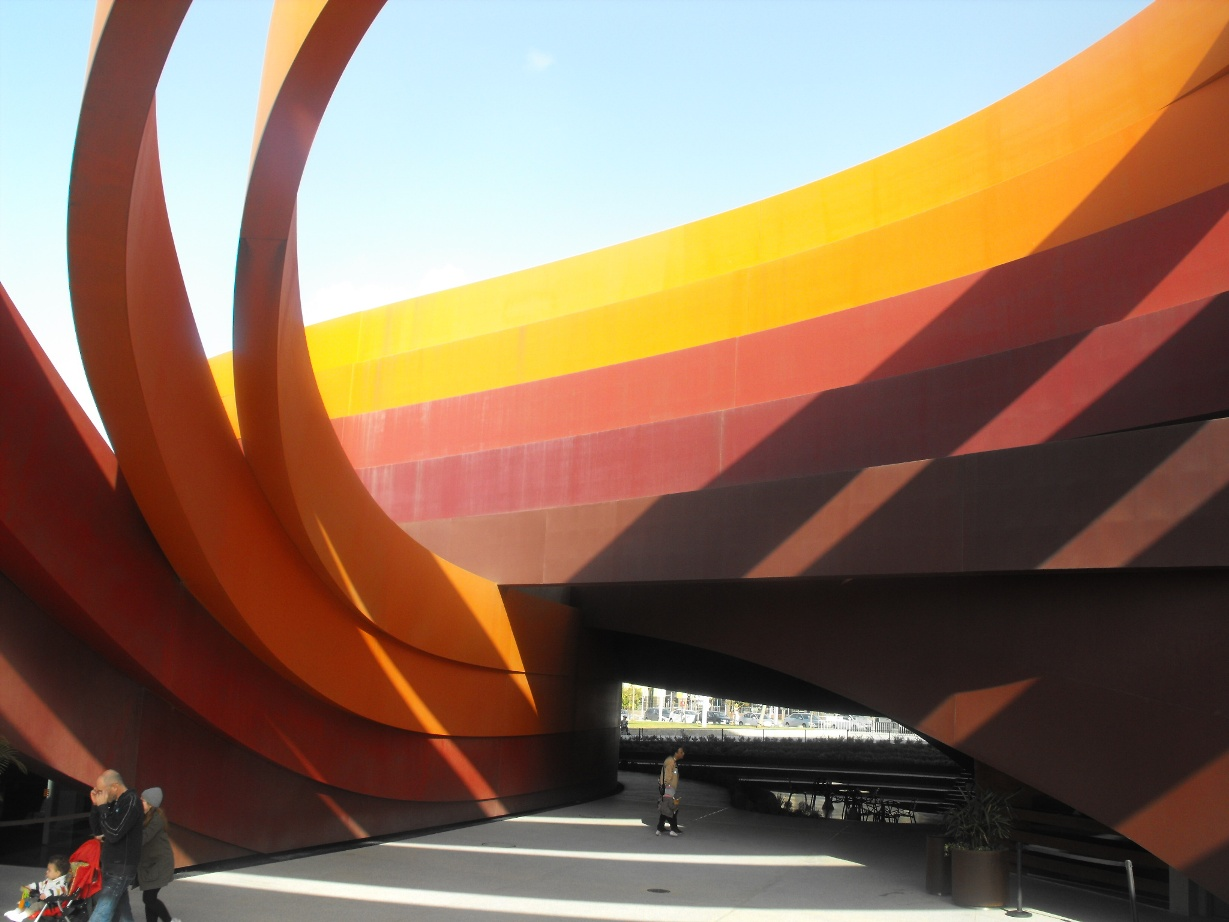
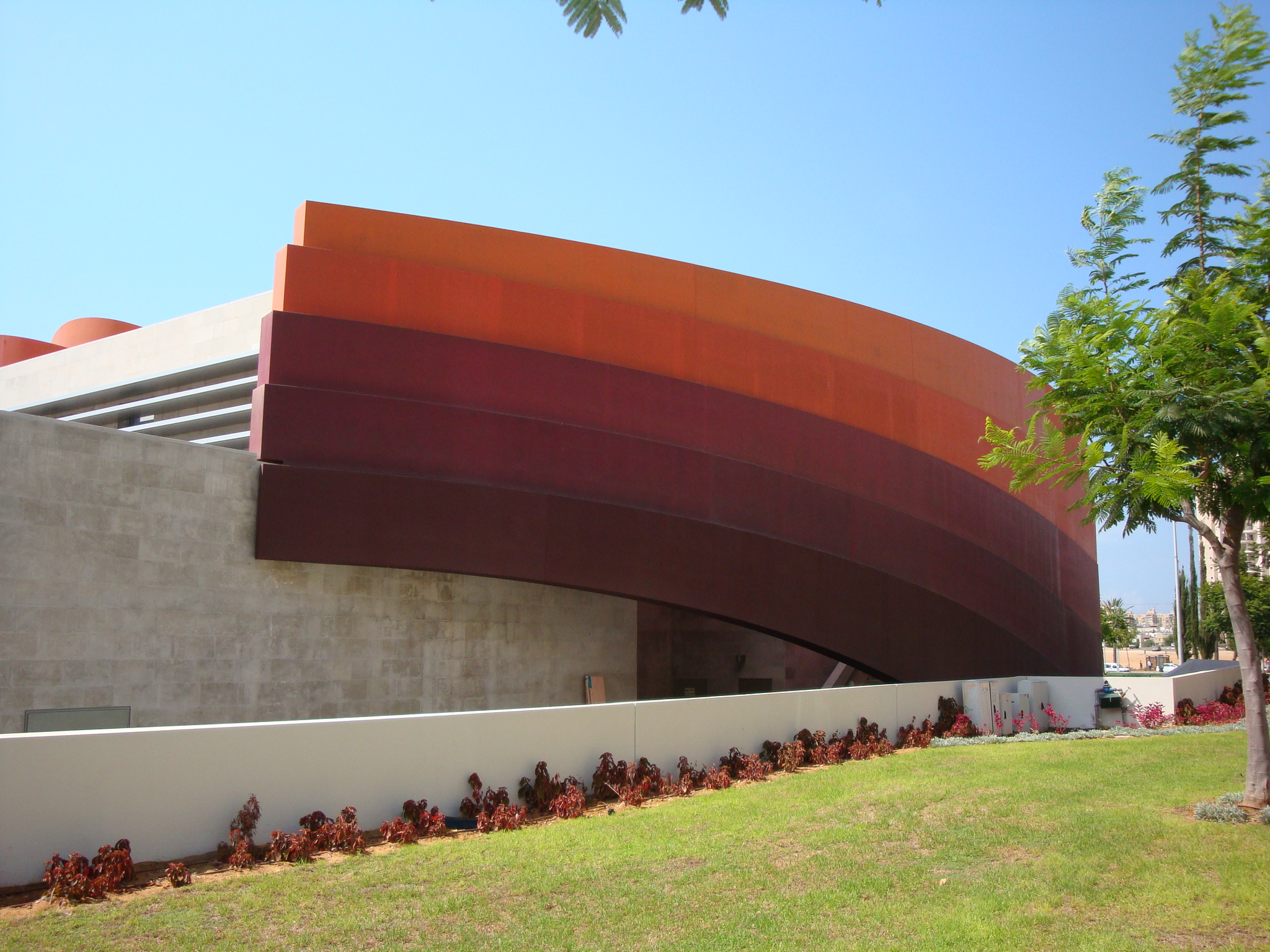
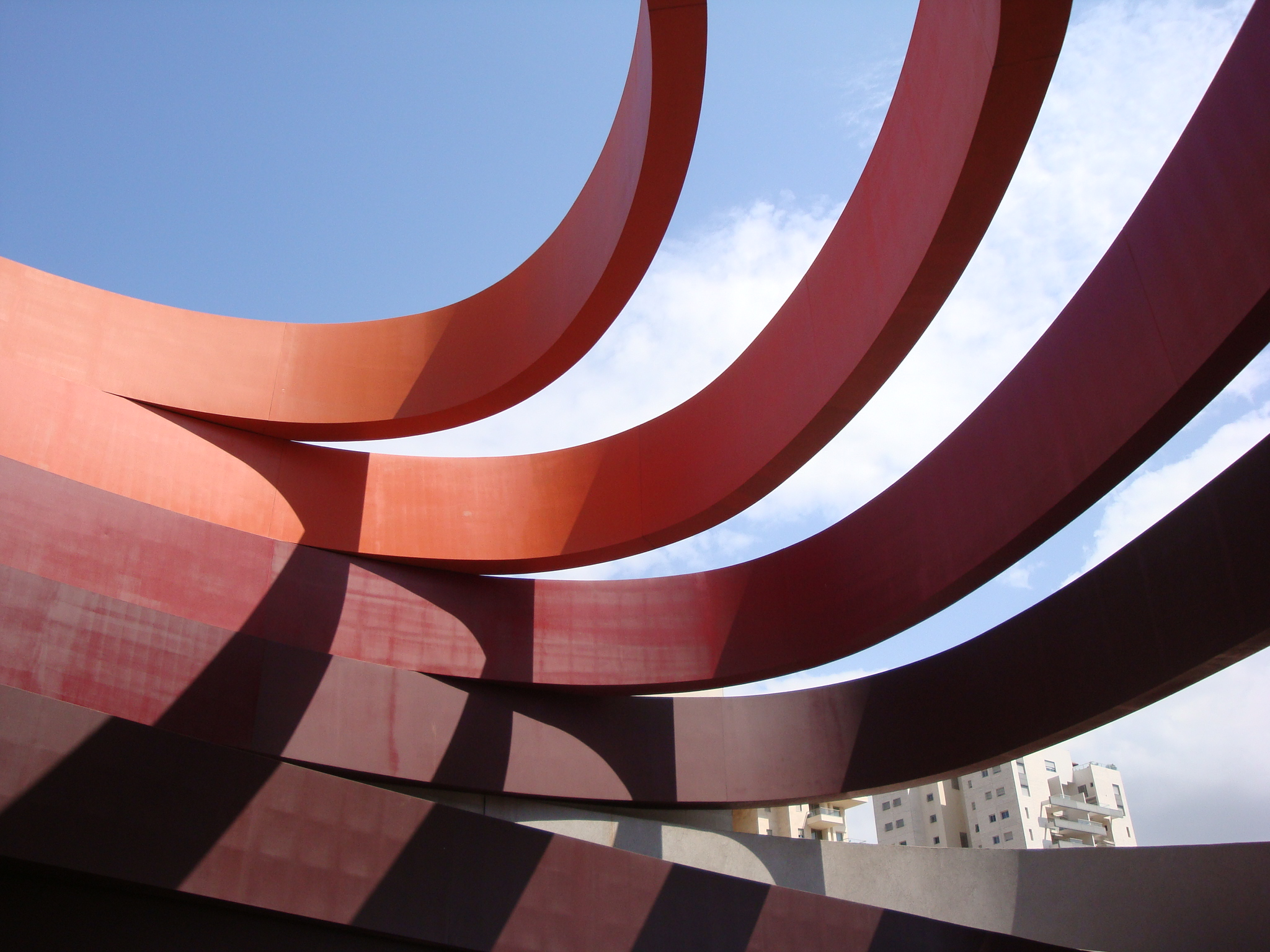
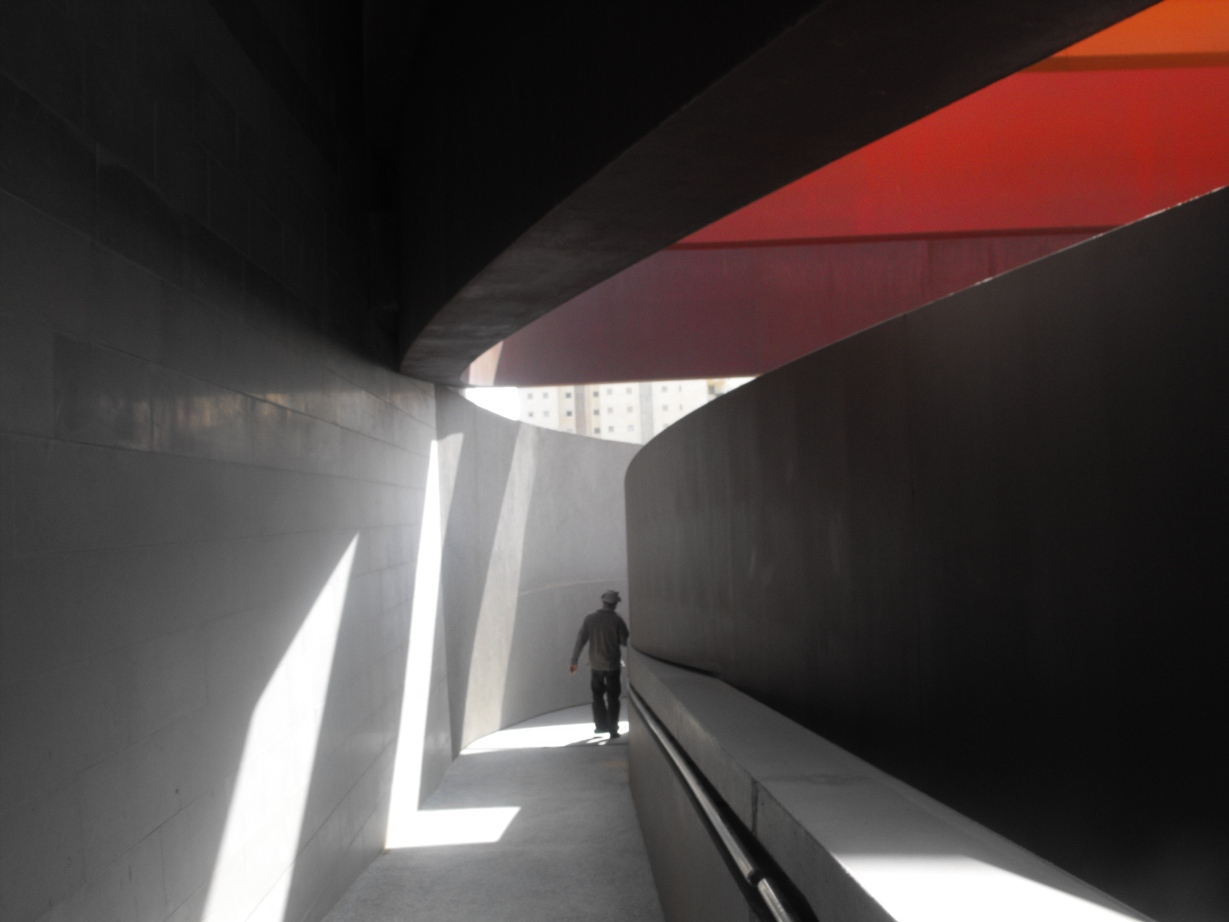